# François Guillemot
Pour les articles homonymes, voir Fanfan.
François Guillemot, aussi connu sous le nom de Fanfan ou Fanxoa (né à Paris le 16 août 1963) est un artiste-plasticien, auteur-compositeur-interprète et producteur de rock alternatif et punk-rock.
Il est aujourd'hui historien, spécialiste du Viêt Nam contemporain et ingénieur de recherche au CNRS.

## Biographie

### Famille
Son père, Claude Guillemot, est artiste-peintre (Prix de Rome en 1964) et paléontologue. Son arrière-grand-oncle, Adrien Borel, fut un psychiatre reconnu.

### Carrière musicale
Il se fait d'abord connaître sous le nom de Fanfan à partir de 1980 comme chanteur du groupe punk Les Béruriers, devenu Bérurier Noir en février 1983, ce groupe domine jusqu'à sa dissolution en novembre 1989 la scène rock alternative française.
Fanfan forme ensuite les groupes Molodoï (1990-1996) et, avec Sylvain, guitariste de Banlieue Rouge, François Béru et les Anges déchus (2001).
Il participe à la reformation des Bérurier Noir de 2003 à 2006 , le groupe enregistre le morceau « Mourir à Paris »,.
Il apparaît parmi les collaborateurs de l'album Monument Ordinaire (sortie le 19 février 2021) du duo Mansfield.TYA.
Le 17 juin 2021, Fanfan et Masto confient leurs archives à la BNF pour constituer un fonds très fourni sur le groupe, à la demande de Benoît Cailmail, adjoint au Directeur du département de la Musique de cette institution.

### Parcours académique

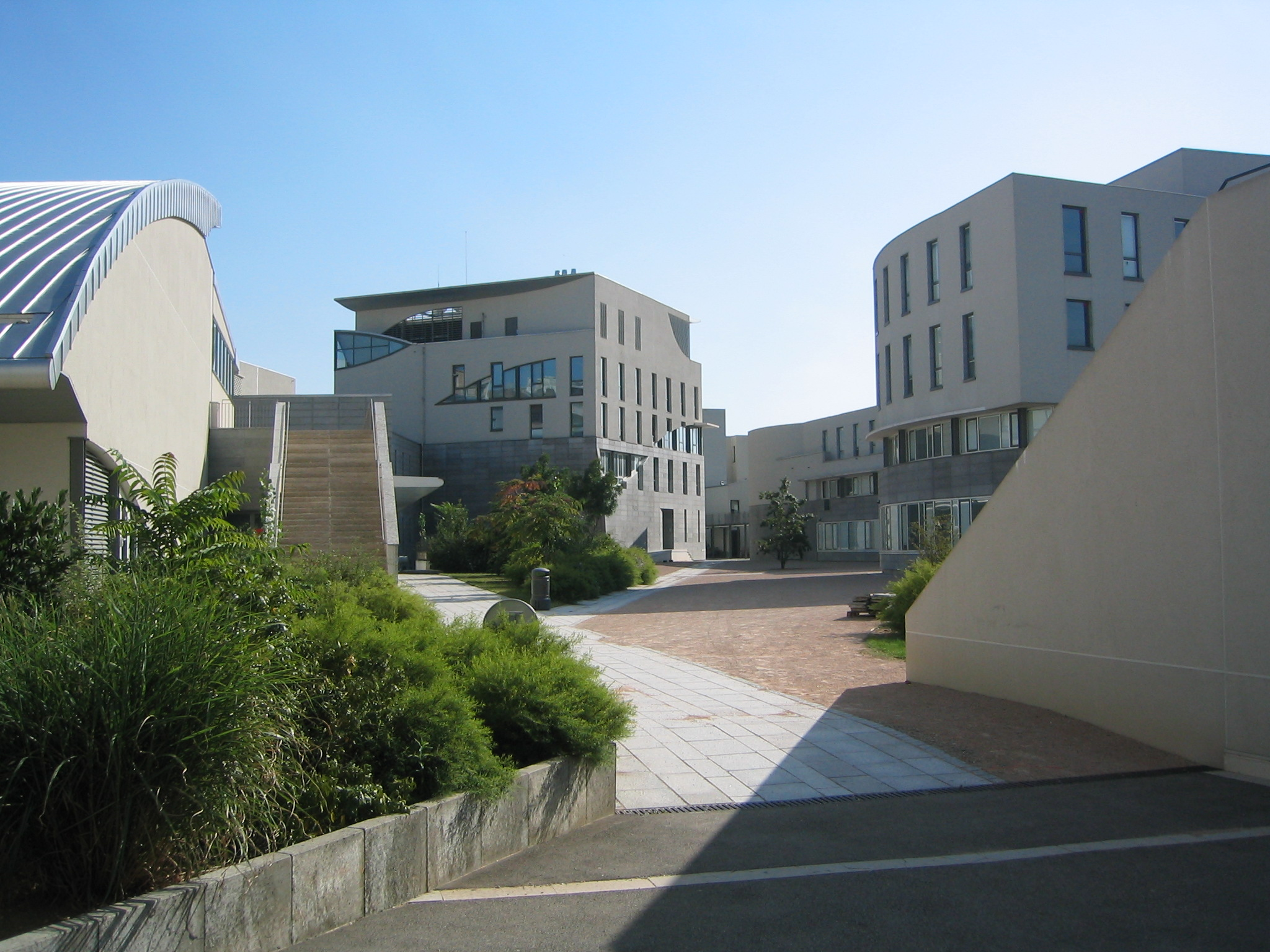
École normale supérieure de Lyon où François Guillemot exerce aujourd'hui son activité d'historien.

Il est étudiant à l’École nationale supérieure des beaux-arts de Paris (ENSBA) durant sa jeunesse. Dans les années 1990, François Guillemot reprend parallèlement à sa carrière musicale un cursus universitaire. Il publie à compte d'auteur en 1994, sous le pseudonyme de François Thilloy, le récit de son premier voyage au Viêt Nam, Paris-Saïgon, Autopsie d'un voyage aux éditions La Bruyère.
Diplômé de l'Inalco en 1995, il obtient une maîtrise de vietnamien à l'université Denis Diderot Paris VII en 1997, et un DEA d'histoire à l’École pratique des hautes études en 1998. En 2003, il devient docteur en sciences historiques et philologiques de la même institution.
Depuis décembre 2005, il est ingénieur de recherche et analyste de source au CNRS, chargé de documentation sur la péninsule indochinoise de l'UMR Institut d'Asie orientale (ENS de Lyon).
Spécialiste de l’histoire politique et sociale du Viêt Nam contemporain, auteur de trois ouvrages en nom propre et de nombreux articles et contributions, il participe activement à la recherche dans le domaine.
L'histoire de la péninsule indochinoise au XXe siècle est l'un des principaux thèmes de recherche de François Guillemot. Il s’intéresse particulièrement à l’histoire du nationalisme vietnamien et à l’histoire des mouvements de jeunesse pendant la guerre du Viêt Nam, notamment la participation des femmes dans ce conflit,. Il a dispensé un enseignement à l’ENS de Lyon sur les « Mémoires d’Indochine » en mettant l’accent sur la décolonisation et la guerre vécues par les populations locales.
Il développe plusieurs plateformes numériques et carnets de recherche en ligne sur ses thématiques de recherche. Avec le géopolitiste Laurent Gédéon, il est responsable de la plateforme documentaire et cartographique Virtual Saigon.
Depuis 2017, il est intervenu à plusieurs reprises dans les journées d'étude du programme de recherche PIND « Punk is not dead. Une histoire de la scène punk en France, 1976-2016 » financé par l'Agence nationale de la recherche.

### Parcours artistique
Outre son implication dans plusieurs formations musicales, il poursuit une activité artistique en dessin et peinture.
Sur le plan artistique, il cofonde avec le sculpteur Yves Fédou et Olaf, ancien guitariste des Béruriers, le groupe Actes Energie Perdue le 29 septembre 1982. La même année, il intègre l’École nationale des Beaux-Arts de Paris. Également en 1982, ce groupe participe avec un autre groupe d’artistes nommé Abattoir à la Biennale d’art contemporain de Paris en présentant une installation/atelier intitulée « La viande hurle dans ma mémoire »,.
En 1983, il rédige un recueil de nouvelles sous le titre « Un jeune homme éventré », présenté au concours du Prix Fénéon. Ce recueil, resté inédit pendant des décennies, a été publié par le label Archives de la Zone Mondiale en 2017. L’ouvrage, préfacé par Virginie Despentes, est illustré par les dessins de l’artiste réalisés entre 1979 et 1984.
En 2018, il expose un portrait de l’artiste Poly Styrene (chanteuse du groupe X-Ray Spex) à l’exposition Paris-Londres Music Migrations (1962-1989) du Musée de l'Histoire de l'immigration à Paris consacrée aux migrations musicales entre les deux capitales.

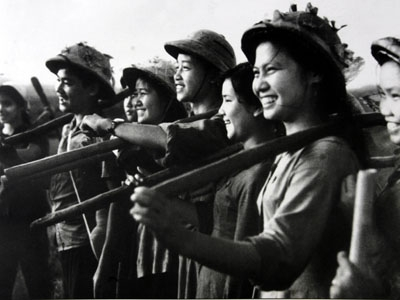
Jeunes filles des Jeunesses de choc recrutées par la République démocratique du Viêt Nam pendant la seconde guerre d'Indochine.

Du 12 décembre 2019 (inauguration) au 20 mars 2020, il organise une exposition-installation intitulée "24 héroïnes électriques : Punk, Guérilla, Philosophie" dédiée aux femmes en lutte au sein de la galerie Artemisia de l'ENS de Lyon,. Celle-ci se termine le 15 mars date du confinement et propose une prolongation en ligne lors d'une intervention de Manon Labry lors d'un Monster Class Riot grrrls le 3 avril 2020,. Le propos de l'exposition est explicité dans le livret de l'exposition :

« À travers 24 portraits de femmes correspondant au temps d’une journée, ce voyage imaginaire, graphique et intellectuel établit des connexions virtuelles entre différents personnages, différentes cultures et différents espaces. Chaque portrait est accompagné d’un document sonore, visuel ou textuel permettant d’établir ces liens fictifs et/ou relatif à la production artistique et intellectuelle des auteures,. »

En novembre 2020, il consacre une exposition virtuelle intitulée "Novembre 1970-2020 : Mon moi(s) de Mishima", à la mémoire de l'écrivain japonais Mishima Yukio à l'occasion du cinquantième anniversaire de son seppuku,.
Il expose dix toiles évoquant la vie de Mishima au Forum des images lors d'un événement culturel consacré à cet auteur intitulé "Le Japon, Mishima et moi". Cet événement s'est clôturé par une performance théâtre de l'artiste Yoko Higashi à travers une adaptation libre de la nouvelle "Ken" de Yukio Mishima à laquelle il participe.

### Vie personnelle
Durant une grande partie de la première période de Bérurier Noir, il continue de travailler en tant que manutentionnaire au BHV.
Il pratique le karaté (style Shōtōkan-ryū). Il a toujours affiché un « dégoût de la violence ».

## Discographie
Pour les discographies détaillées, voir les pages des groupes.

### AvecBérurier Noir
Albums
- 1983 : Macadam massacre - LP 10 titres
- 1985 : Concerto pour détraqués - LP 11 titres
- 1987 : Abracadaboum - LP 10 titres
- 1989 : Souvent fauché, toujours marteau - LP 10 titres
- 1999 : Enfoncez l'clown. Compilation 21 titres remasterisés
- 2006 : Invisible - LP 12 titres

Albums live
- 1990 : Viva Bertaga
- 1995 : Carnaval des agités
- 1998 : La Bataille de Pali-Kao
- 2003 : Même pas mort (2DVD+CD)
- 2005 : L'Opéra des loups + Chants des meutes (DVD+CD)

Œuvres en ligne
- 2015 : « Mourir à Paris » (sur le site de Bérurier Noir en hommage aux victimes des attentats de 2015 )

### AvecMansfield.TYA
2021 : Monument ordinaire (Warriorecords)
Titre : Les Filles Mortes

## Publications
Pour une liste plus complète des publications de François Guillemot, voir sa page sur le site de l'Institut d'Asie orientale et le site archive ouverte HAL-SHS.
- Paris-Saïgon : Autopsie d'un voyage, Paris : Ed. La Bruyère, 1994  (ISBN 2840141000). Sous le nom « François Thilloy ».
- Dai Viêt, indépendance et révolution au Viêt-Nam. L’échec de la troisième voie (1938-1955), Paris : Les Indes savantes, 2012  (ISBN 9782846542807). Version remaniée de sa thèse de doctorat soutenue en 2003.
- Des Vietnamiennes dans la guerre civile. L’autre moitié de la guerre 1945-1975, Paris : Les Indes savantes, 2014  (ISBN 9782846543538).
- La colonisation des corps, de l'Indochine au Viet Nam (dir. avec Agathe Larcher-Goscha), Paris : Vendémiaire, 2014  (ISBN 9782363581488).
- Viêt-Nam, fractures d'une nation, Une histoire contemporaine de 1858 à nos jours, Paris : La Découverte, coll. « Poche / Sciences humaines et sociales » no 476, 2018  (ISBN 9782707190949).
- Bérurier Noir. Sociogenèse culturelle et itinéraire personnel [article] :
  - Référence papier : François Guillemot, « Bérurier Noir. Sociogenèse culturelle et itinéraire personnel », Volume !, 13 : 1 | 2016, 61-85.
  - Référence électronique : François Guillemot, « Bérurier Noir. Sociogenèse culturelle et itinéraire personnel », Volume ! [En ligne], 13 : 1 | 2016, mis en ligne le 25 novembre 2019, consulté le 26 mai 2019. URL : http://journals.openedition.org/volume/4928 ; DOI : 10.4000/volume.4928
- Un jeune homme éventré, Saint Martin en Vercors, Archives de la Zone Mondiale, 2017. Sous le nom « Fanxoa ».